# Myospila laveis
Myospila laveis este o specie de muște din genul Myospila, familia Muscidae. A fost descrisă pentru prima dată de Stein în anul 1900. Conform Catalogue of Life specia Myospila laveis nu are subspecii cunoscute.